# Polyommatus thersites-albolunata
Polyommatus thersites-albolunata är en fjärilsart som beskrevs av Tutt 1910. Polyommatus thersites-albolunata ingår i släktet Polyommatus och familjen juvelvingar. Inga underarter finns listade i Catalogue of Life.